# Uriangato
Uriangato é um município do estado de Guanajuato, no México.